# Peliala caeruleopicta
Peliala caeruleopicta là một loài bướm đêm trong họ Erebidae.